# Метелі (Шипуновський район)
Мете́лі (рос. Метели) — селище у складі Шипуновського району Алтайського краю, Росія. Входить до складу Білоглазовської сільської ради.

## Населення
Населення — 303 особи (2010; 372 у 2002).
Національний склад (станом на 2002 рік):
- росіяни — 97 %